# 切特韋爾特尼亞
51°2′41″N 25°28′31″E / 51.04472°N 25.47528°E
切特韋爾特尼亞（烏克蘭語：Четвертня），是烏克蘭西北部的村落，隸屬沃倫州的盧茨克區。該村面積23.02平方公里，海拔高度173米，2001年人口1,311，人口密度每平方公里56.95人。